# Ouvrage du Hochwald
Pour les articles homonymes, voir Hochwald.
L'ouvrage du Hochwald est un ouvrage fortifié de la ligne Maginot, situé sur la commune de Drachenbronn-Birlenbach, dans le département du Bas-Rhin.
C'est un gros ouvrage d'artillerie, comptant dix-neuf blocs. Construit à partir de 1930, il a été légèrement abimé par les combats de juin 1940, puis par les sabotages allemands de 1945, avant d'être réparé au début de la guerre froide pour servir de base radar.
Le Hochwald est le plus grand ouvrage de la ligne Maginot en Alsace. Il est également unique sur toute la Ligne de par sa complexité technique, sa superficie, ses équipements, son nombre de blocs, etc. Avec son fossé et les casemates associées, c'était même l'un des plus gros ouvrages de la Ligne, au point que l'appellation « ensemble fortifié » a été préférée à « ouvrage ».

## Position sur la ligne
Faisant partie du sous-secteur de Pechelbronn dans le secteur fortifié de Haguenau, l'ouvrage du Hochwald, portant l'indicatif E 700 (O 703 pour l'ouvrage Ouest et O 720 pour l'ouvrage Est), est intégré à la « ligne principale de résistance » entre les casemates CORF d'intervalle de Schmeltzbach Est à l'ouest et de Drachenbronn Nord à l'est, à portée de tir des canons des gros ouvrages du Four-à-Chaux (O 600) plus à l'ouest et du Schœnenbourg (O 800) plus à l'est.
L'ouvrage est installé de part et d'autre du Hochwald, une crête culminant à 491 mètres (là où se trouve la casemate 4 du fossé) couverte par la forêt domaniale de Hochwald, dominant d'un côté à l'est Pfaffenbronn et Lembach, de l'autre la plaine d'Alsace.

## Description
L'ouvrage est composé en surface de onze blocs de combat (sans compter les neuf casemates de son fossé, qui ne sont pas reliées par souterrain) et de trois blocs d'entrée, avec en souterrain des magasins à munitions (un M 1 et plusieurs M 2), des PC, des stocks d'eau, de gazole et de nourriture, deux usines électriques et deux casernes (l'une à l'ouest, l'autre à l'est), le tout relié par des galeries profondément enterrées.
L'énergie est fournie par huit groupes électrogènes, composés chacun d'un moteur Diesel Sulzer couplé à un alternateur, complétés pour chaque usine par un petit groupe auxiliaire (un moteur CLM 1 PJ 65, de 8 ch à 1 000 tr/min) servant à l'éclairage d'urgence de l'usine et au démarrage pneumatique des gros diesels. Le refroidissement des moteurs se fait par circulation d'eau. Les quatre diesels de l'usine Ouest sont des Sulzer 6 DD 22 (six cylindres de 7 040 cm3 de cylindrée chacun, fournissant 240 chevaux à 500 tr/min), tandis que les quatre de l'usine Est sont des 4 KD 22 (à quatre cylindres, donnant 165 ch à 600 tr/min).
Les blocs sont séparés en trois groupes de chaque côté de la forêt : les blocs est, les blocs ouest et les blocs arrière (entrées).
Hochwald Est
Indicatif O 720.
- Le bloc 1 est une casemate d'artillerie flanquant vers l'est, avec une tourelle de 135 mm, un créneau pour lance-bombes de 135 mm, une cloche VDP (vue directe et périscopique, indicatif O 6 rattaché au Hochwald Est) et une cloche GFM (guetteur fusil-mitrailleur).
- Le bloc 2 est un bloc mixte d'artillerie et d'infanterie, avec une tourelle de 81 mm, une cloche JM (jumelage de mitrailleuses) et une cloche GFM.
- Le bloc 3 est un coffre double de contrescarpe, armé avec deux créneaux pour canon de 75 mm R modèle 1932, deux créneaux pour JM, deux créneaux pour mortier de 50 mm et deux cloches GFM.
- Le bloc 5 est un bloc d'infanterie, avec une tourelle de mitrailleuses.
- Le bloc 6 est une casemate d'artillerie flanquant vers l'est avec trois créneaux pour canon de 75 mm modèle 1929, une cloche JM, une cloche GFM et une cloche LG (lance-grenades).
- Le bloc 7 bis est un bloc d'artillerie avec une tourelle de 75 mm modèle 1933 et une cloche GFM.

Hochwald Ouest
Indicatif O 703.
- Le bloc 12 est une casemate d'artillerie flanquant vers l'ouest avec deux créneaux pour canon de 75 mm modèle 1929, une cloche VDP (indicatif O 8 rattaché au Four-à-Chaux) et une cloche GFM.
- Le bloc 13 est une casemate mixte d'artillerie et d'infanterie flanquant vers l'ouest, avec un créneau pour lance-bombes de 135 mm, un créneau mixte pour JM/AC 47 (jumelage de mitrailleuses et canon antichar de 47 mm), un créneau pour JM, deux cloches GFM et une cloche LG.
- Le bloc 14 est un bloc d'artillerie, avec une tourelle de 135 mm, une cloche VDP (indicatif O 9 rattaché au Hochwald Ouest) et une cloche GFM.
- Le bloc 15 est un bloc d'infanterie avec une tourelle de mitrailleuses et une cloche GFM.
- Le bloc 16 est un coffre double de contrescarpe, équipé avec deux créneaux pour canon de 75 mm R modèle 1932, deux créneaux pour JM, deux créneaux pour mortiers de 50 mm et deux cloches GFM.

Entrées

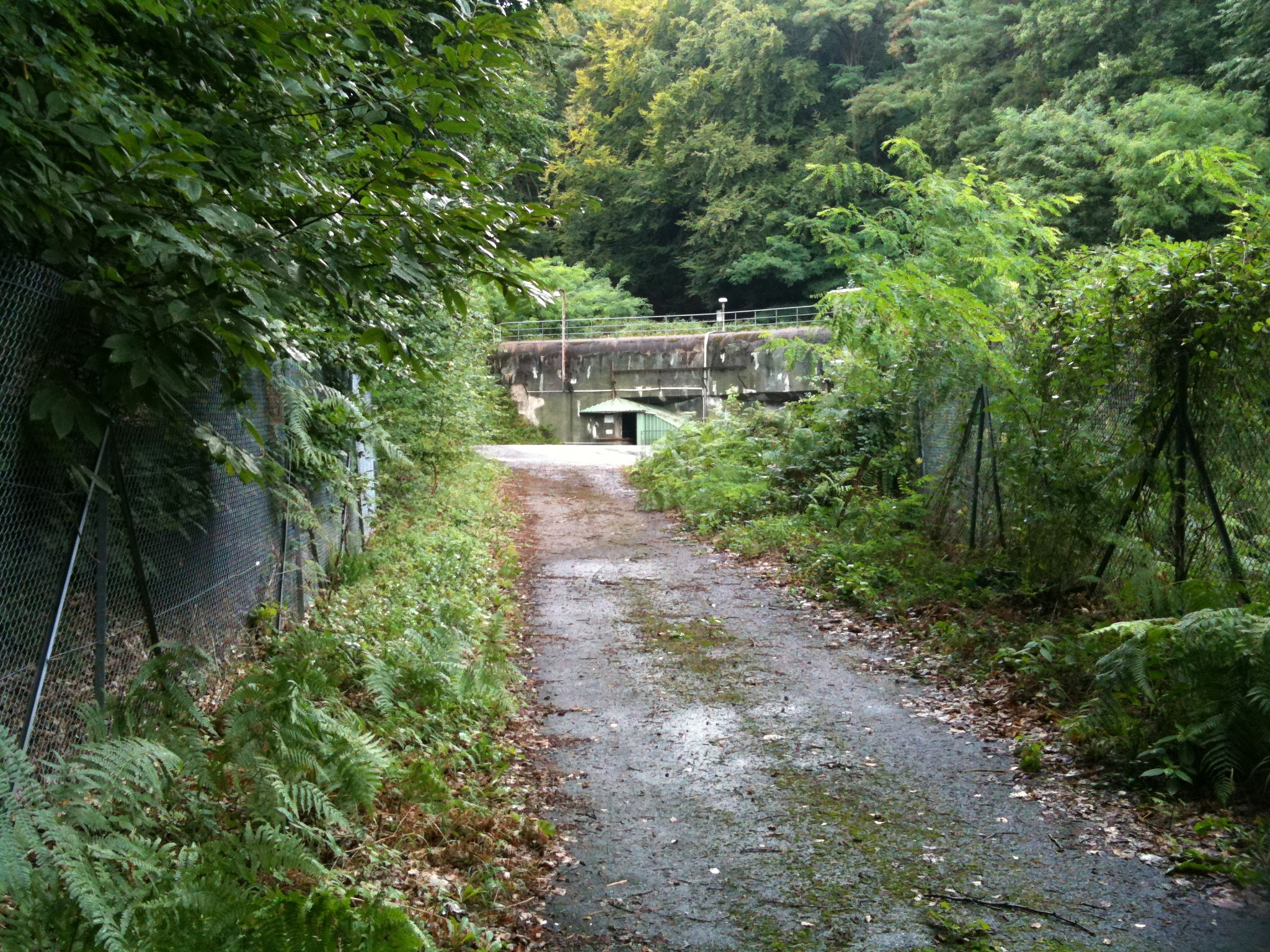
Vue du bloc 9 (EH Ouest) en 2009.

- L'entrée des hommes Est, ou bloc 7, est une entrée en puits, armée avec deux créneaux mixtes pour JM/AC 47 et deux cloches GFM.
- L'entrée des hommes Ouest, ou bloc 9, est une entrée en puits, armée avec un créneau mixte pour JM/AC 47, une cloche GFM et une cloche LG.
- L'entrée des munitions, ou bloc 8, est une entrée de type A de plain-pied, armée avec deux créneaux mixtes pour JM/AC 47 et deux cloches GFM.

Casemates du fossé
Les casemates de fossé du Hochwald ont toutes été détruites à l'explosif par les Allemands lors de leur départ du site. Seule la casemate 3 a été reconstruite dans les années 1950. Bien que rongée par la rouille cette casemate est restée intacte depuis, étant sur un terrain militaire.
Selon certaines sources, les casemates 2, 5 et 6 auraient également été équipées chacune avec un canon de 37 mm, ceci n'étant pas vérifié à l'heure actuelle.
- Casemate 1 : casemate de fossé simple flanquant vers l'ouest, avec un créneau mixte pour JM/AC 47, un autre créneau pour JM et une cloche GFM.
- Casemate 2 : casemate de fossé simple flanquant vers l'ouest, avec deux créneaux pour JM, une cloche JM et une cloche GFM.
- Casemate 3 : casemate de fossé simple flanquant vers l'ouest, avec quatre créneaux pour JM (sur deux étages) et une cloche GFM.
- Casemate 4 : casemate de fossé double, avec quatre créneaux pour JM, deux cloches JM et une cloche GFM.
- Casemate 5 : casemate de fossé simple flanquant vers l'est, avec deux créneaux pour JM, une cloche JM et une cloche GFM.
- Casemate 6 : casemate de fossé simple flanquant vers l'est, avec quatre créneaux pour JM (sur deux étages) et une cloche GFM.
- Casemate 7 : casemate de fossé simple flanquant vers l'est, avec deux créneaux pour JM, une cloche JM et une cloche GFM.
- Casemate 8 : casemate de fossé simple flanquant vers l'est, avec deux créneaux pour JM et deux cloches GFM.
- Casemate 9 : casemate de fossé simple flanquant vers l'est, avec un créneau mixte pour JM/AC 47, un autre créneau pour JM, une cloche JM et une cloche GFM.

Bloc observatoire
Le bloc 20 est un bloc observatoire équipé d'une cloche VDP et une cloche GFM (indicatif O 7 rattaché au Hochwald Est). Ce bloc n'est pas relié à l'ouvrage par une galerie.
Réduit
Le réduit du Hochwald est un ouvrage inachevé. L'entrée du réduit est une entrée des munitions (EM) partiellement réalisée. La galerie de l'ouvrage a été laissée en l'état et est donc particulièrement intéressante pour découvrir les différents stades de la construction. Une galerie de liaison jusqu'à l'entrée des hommes est également présente, mais seul le bas du bloc a été réalisé. L'ouvrage étant sur un terrain militaire, son accès est strictement interdit.

## Histoire

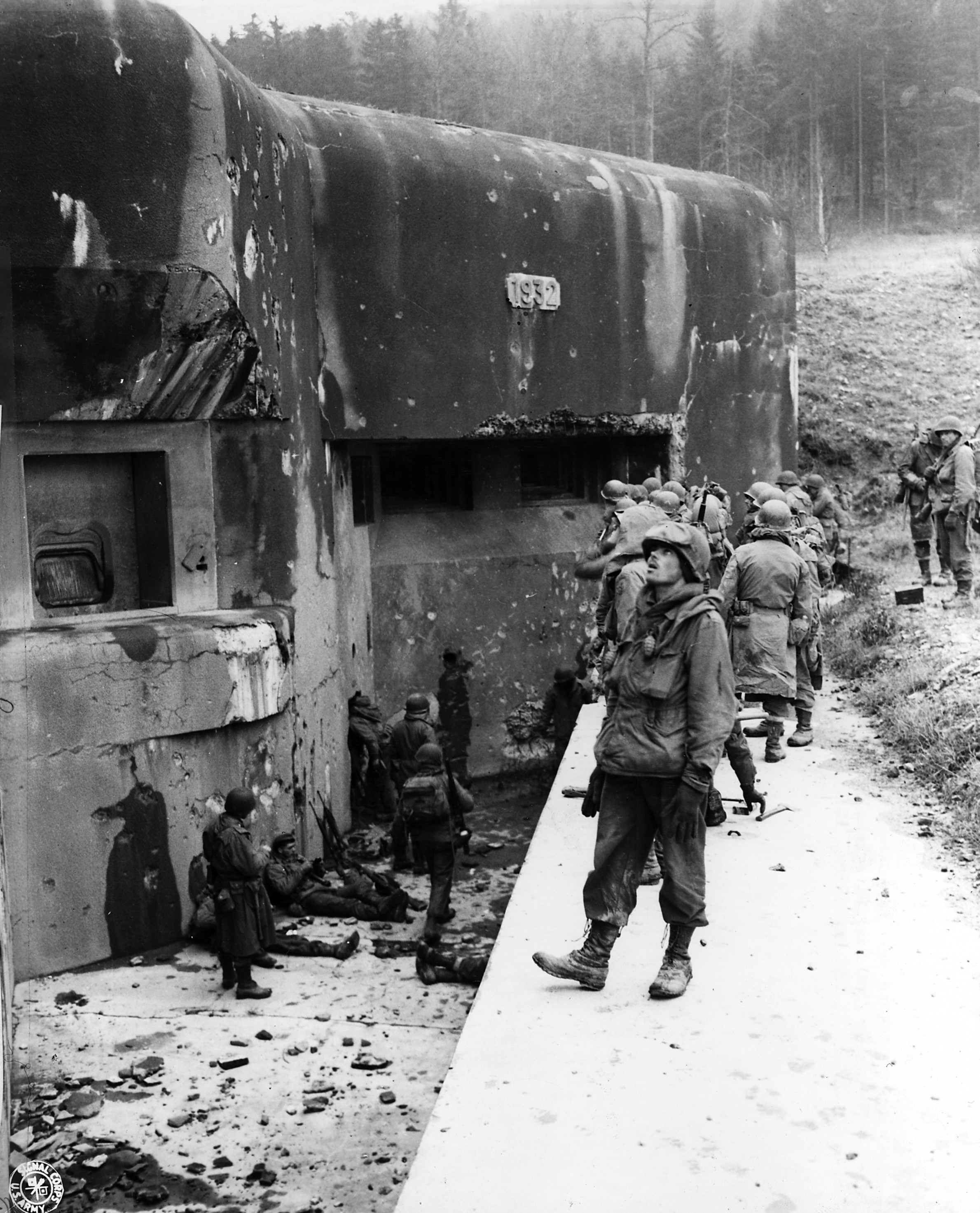
Soldats américains devant le bloc 13 en 1944.

L'ouvrage du Hochwald abritait la base aérienne 901 Drachenbronn de l'Armée de l'air jusqu'à sa dissolution le 17 juillet 2015 et son rattachement à la base aérienne 133 de Nancy-Ochey. L'ouvrage demeure utilisé par l'Armée de l'Air, et est de ce fait totalement fermé au public à l'exception du musée Pierre Jost (installé dans le M 1), qui est ouvert pendant les journées du patrimoine en France.